# Fiore artificiale

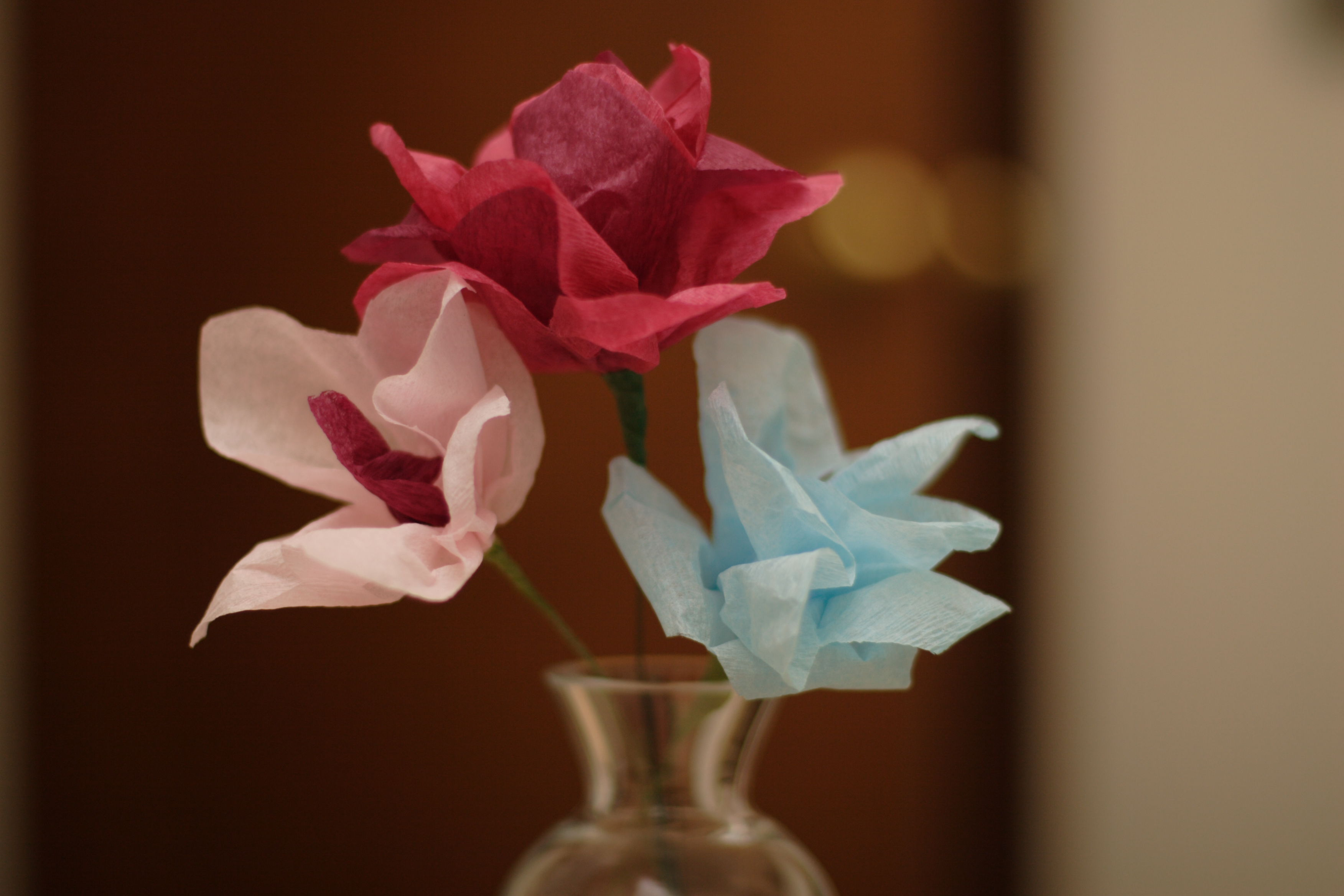
Fiori di carta

Un fiore artificiale è l'imitazione di un fiore reale. Le piante artificiali vengono generalmente utilizzate a scopo decorativo, possono essere artigianali o prodotti in serie e presentarsi in molti materiali diversi a seconda delle necessità. Quando non vengono prodotti industrialmente e non sono pertanto pezzi di arredamento o esempi di kitsch decorativo, i fiori e i vegetali finti possono assurgere, in alcune circostanze, a vere e proprie opere d'arte ed entrare talvolta a far parte delle collezioni museali.

## Storia

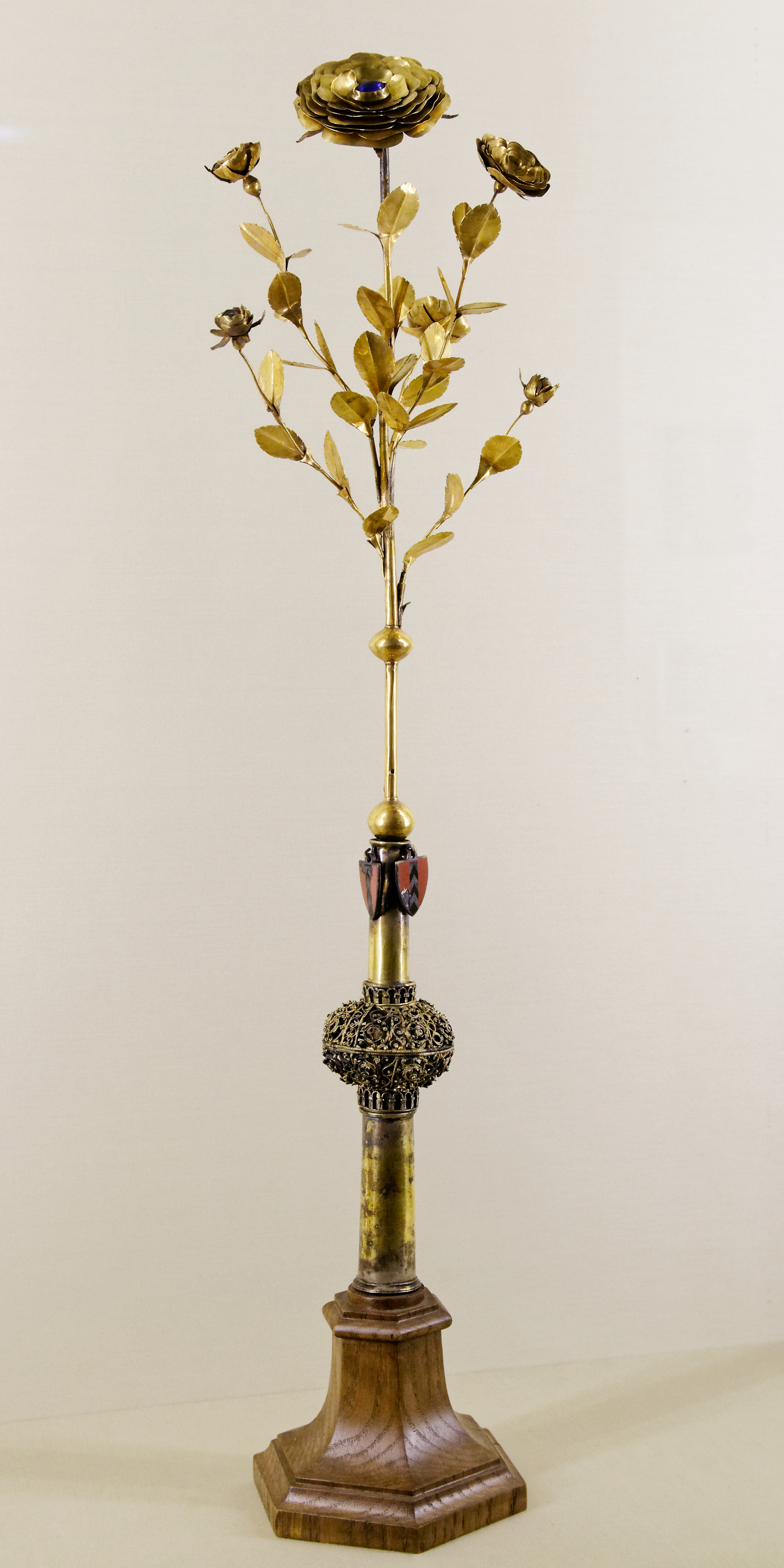
Rosa d'oro commissionata da Giovanni XXII

I fiori artificiali vengono realizzati sin dall'antichità. Gli Egizi realizzavano delle ghirlande formate da sottili lamine di corno dai molti colori o da foglie di rame dorate o argentate. Grazie alle popolazioni orientali, i Greci impararono a fare delle ghirlande artificiali così come i Romani, considerati abilissimi nel creare dei fiori in cera usati per abbellire le loro abitazioni. Crasso, celebre per la sua ricchezza, donava ai vincitori dei giochi corone di foglie in oro e argento.
Durante il Medioevo, la necessità di creare delle ghirlande portò alla realizzazione di fiori finti, che erano anche impiegati per decorare le acconciature. Durante il medioevo, prima in Italia e poi in Francia, le decorazioni raffiguranti della vegetazione acquisirono una fiorente industria. All'epoca tali decori venivano creati usando materiali quali la seta, la carta o delle lamine metalliche. Nel XVI secolo si assiste alla creazione di fiori in cera, metallo e perle di Venezia e si diffonde in tutta Italia la moda delle acconciature floreali.

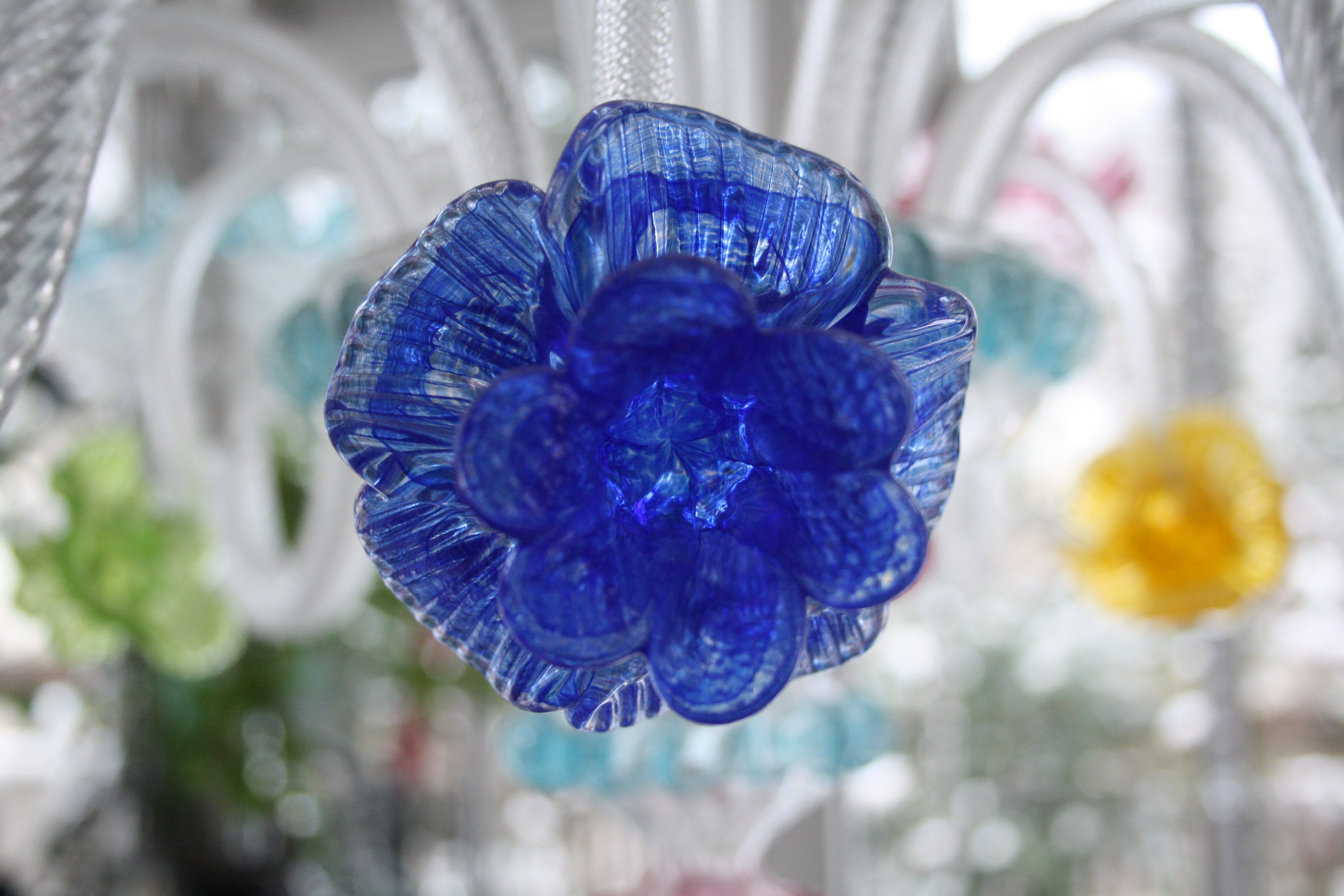
Fiore in vetro di Murano

In Cina e Giappone ebbero grande fortuna i fiori fatti con nastri multicolori arrotolati. Nonostante i primi esemplari fossero piuttosto grossolani, quelli più recenti confermano un certo grado di bravura ed esperienza. Le creazioni cinesi a ciuffi e a ghirlande e spesso usate nell'abbigliamento, nei tendaggi e i baldacchini, esercitarono una grande influenza sulla creazione dei fiori in Francia. Infatti, nell'inventario della Corona francese del 1673, oltre a 3.000 mazzi di fiori in tessuti pregiati, vi erano centinaia di mazzi di fiori cinesi composti di nastro arrotolato.
La fine del Settecento è considerata il periodo di massimo splendore dei fiori finti, che venivano realizzati in seta, pelle e pietre preziose. La moda dei fiori artificiali venne interrotta allo scoppio della rivoluzione francese per poi tornare durante l'Impero. Nel corso del secolo, le decorazioni floreali venivano impiegati sui vestiti, le campane di vetro e le cornici a scatola.
Durante la prima metà del diciannovesimo secolo, la svedese Emma Fürstenhoff divenne un'artista rinomata in tutta Europa per i suoi fiori in cera.
La moda dei fiori fatti a mano si diffuse nella Londra vittoriana, quando venivano utilizzati per decorare abiti e cappelli. Questa tendenza cesserà soltanto con lo scoppio della prima guerra mondiale.
Nel primo Novecento il mercato dei fiori artificiali era rappresentato da nazioni quali la Francia e gli Stati Uniti. Nello stesso periodo Beat-Sofi Granqvist fondò la prima azienda finlandese che produce fiori finti in serie.
Oggigiorno, sebbene non manchino degli artigiani specializzati nella produzione di fiori artificiali, la maggior parte di essi viene realizzata utilizzando materiali plastici ed è utilizzata per decorare gli interni.

## Nella scienza

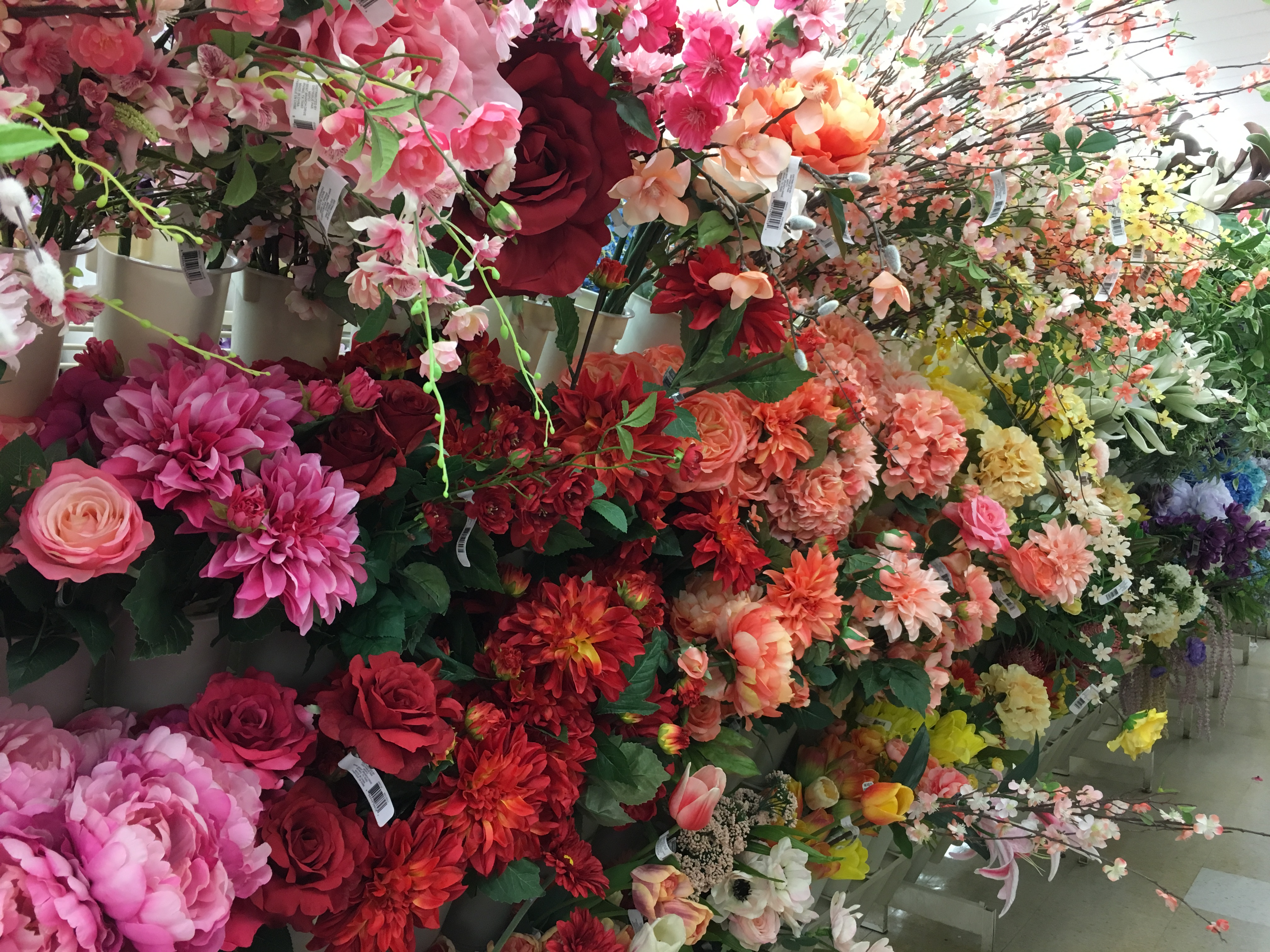
Fiori in plastica

In alcuni casi, le piante finte possono essere utilizzate in ambito scientifico. Ciò è confermato, ad esempio, dalla Ware Collection of Blaschka Glass Models of Plants: una collezione di vegetali in vetro, originariamente concepiti per fare una summa della vegetazione statunitense, oggi esposta presso l'Harvard Museum of Natural History. A Brisbane, in Australia, sono stati creati dei fiori sintetici per monitorare i comportamenti di impollinazione delle api.